# Amata verecunda
Amata verecunda là một loài bướm đêm thuộc phân họ Arctiinae, họ Erebidae.